# Chlebowo (powiat koszaliński)
Chlebowo (niem. Ackerhof) – wieś w Polsce, w województwie zachodniopomorskim, w powiecie koszalińskim, w gminie Bobolice.

## Nazwa
12 lutego 1948 r. ustalono urzędową polską nazwę miejscowości – Chlebowo, określając drugi przypadek jako Chlebowa, a przymiotnik – chlebowski.